# ワンダフルワールド (漫画)
『ワンダフルワールド』は、たかなし霧香による4コマギャグ漫画。「月刊ガンガンWING」にて、1997年から、2006年7月号まで連載された。単行本はガンガンWINGコミックス全4巻。

## 主なキャラクター
如月由美
高校2年生（登場時は中学2年）。虫が大好き。将来は妖怪（特に朧車）になりたいと発言するなどの、奇怪な言動や行動で周りを困惑させている。妖怪以外ならブラックホールになりたいとも言っている。家族は意外と小心者の父、手裏剣が得意な母に、姉が1人。
倉智優人
由美の彼氏で同級生。最終回で由美と結ばれる。家でウドンコ（後述）という猫を飼っている。
手井不破子
由美の友人。唯一の常識人かと思われたがたまに壊れだす。
寒村保茂
通称リトルダンシングサムソン。中学校の教師で、担当は体育。ショタコンで、教師をしているのは美少年と接するためである。ショタ神に仕えており、ISL（インターナショナルショタ連合）のメンバーである。アングロサムソンという名の兄がいる。有末先生を好敵手と認める。選ばれたショタにしか聞こえないショタにしかショタ神の声が聞こえる。
有末るい子
サムソンと同じ中学校に勤める教師で、担当は英語。ショタコン。サムソンの影響もあって、どんどんショタの道を突き進み、ショタ神の声が聞こえるようになった。最終回にはついにISLの会員となる。M子とは友人。
宇宙刑事舎利盤（うつのでか・シャリイ）
通称シャリバン先生。サムソンの学校の保健医。幼女好きで、特に由美の紹介で相談に来た子がお気に入りである。
M子
常にポージングを意識する女。サムソンにぞっこんになったS哉を見捨てる。
S哉
見た目青年な小5。M子と付き合っていたが、サムソンに恋をし自らがゲイであることに気づく。
善田鉄郎
通称てっちゃん。若ハゲを彼女のさくらに悟られないか不安で、些細な言動にも過剰反応してしまう。人形集めが趣味。
満開さくら
善田鉄郎の彼女。巨乳。秘功を押せる。
善田石之介
鉄郎の兄。嫌なことが多々ありネガティブになっていたところ、「メゲメゲボーイズ」（後の「メガ★メゲメゲズ」）に出会い、メゲることの素晴らしさを知る。
三井品
眠るために生まれ眠るために生きる男。
ナンシー
とても美しい天使。趣味は写経。おにぎりが好き。
バベット
ナンシーに恋するアフロ。「脳温」という言葉を連呼する。
鳥羽先生
「マイ・ベア・レディー」というネタのために、ベアレディと名づけたクマを女子高生に仕立て上げる。ベアレディによく食われかける。
ケロ下腸子
言動が幼児らしからぬ女の子。4巻では「たぶん宇宙人」と紹介されている。ケロ下家のリモコンの音量ボタンを上げると怨霊がやってくる。
ジジイ
煩悩を捨てられないエロ住職。
マモル
ジジイの孫。ジジイにツッコむ。
メリイ
マモルの友達の外国人。なぜか無意識にジジイを宇宙人扱いしたりマモルに謎の刈り上げを刈ったりする。
愚乱魔
手押し車を四輪車と言い張り、車道を歩く111歳のパワフルばあちゃん。
ベーコン（猫世界では「シロウ」）
あやめが拾ってきた2足歩行で歩くマッチョな猫。血の気が多く、猫界でも一目置かれている。正式にはケビン・ベーコン。
ウドンコ（猫世界では「ホクト」）
倉智家で飼われている猫。実はベーコンの兄。
あやめ
愚乱魔の孫娘。
出敷丈二
友達のいない男。1人カラオケ、自分のホームページに自分で書き込む等、孤独な生活を送り、両親やメイドにまでもからかわれている。蟻が友達である。
めぐ
出敷家のメイド。メイドブームに異を唱え、「脱がない、モエない、働かない」の三原則を守る。しかし彼氏の要望から、その原則を破ってセクシーなメイド服を着るようになる。
真田イケル
普段は会社員だが、休日は「若気の至り」を実行すべく部下を集めツッパリ姿になったり、バイクの代わりに耕運機を乗り回している。ベビープレイに目覚めた頃もある。最終回ではいつの間にかベーコンの舎弟になっていた。
和尚
小坊主たちのボーイズラブならぬボーズラブな視線に悩む。
小坊主たち
和尚を心底愛している和尚の弟子。和尚のふんどしに興奮する。
尼守夏美
刑事に憧れるも交通課に配属になってしまった警察官。ムリに事件を起こそうとする。モルモット刑事長を飼っている。
モルモット刑事長
何匹もいる。乳首が長い。